# Wolfgang Hoppe
Wolfgang Hoppe (* 14. November 1957 in Apolda) ist ein ehemaliger deutscher Bobfahrer, Olympiasieger und derzeitiger Trainer. Seit 1999 ist er Bundestrainer der deutschen Bobfahrerinnen.

## Sportliche Laufbahn
Wolfgang Hoppes Vater Werner war mehrmals DDR-Meister im Motocross, sein Bruder Heinz brachte es mit 37 Titeln sogar zum Rekordmeister der DDR auf dem Geländemotorrad.
Wolfgang Hoppe begann seine sportliche Laufbahn in der Leichtathletik. Beim SC Turbine Erfurt versuchte er sich zunächst als Zehnkämpfer. 1976 wurde er Vizemeister bei den DDR-Jugendmeisterschaften. 1981 wechselte der gelernte Maschinenbauer wegen mangelnder Perspektiven bei der Leichtathletik in den Bob, zunächst als Anschieber. Sein Verein wurde der ASK Vorwärts Oberhof (nach der Wende als WSV Oberhof 05), sein Trainer Raimund Bethge.
Mit seinen zwei Goldmedaillen, drei Silbermedaillen und einer Bronzemedaille bei Olympia, den Weltmeistertiteln im Vierer 1984, 1990 und 1997 sowie im Zweier 1985 und 1986, dem Europameistertitel im Vierer 1987, dem Europameistertitel im Zweier 1985, 1986 und 1987, dem Deutschen Meister im Vierer und im Zweier 1994 und als fünffacher DDR-Meister ist der Thüringer einer der erfolgreichsten Bobfahrer. Hoppe, der als Major in der NVA diente, gewann bei internationalen Titelkämpfen insgesamt 36 Medaillen, davon 17 goldene. Seine langjährigen Anschieber waren Dietmar Schauerhammer und Bogdan Musiol.

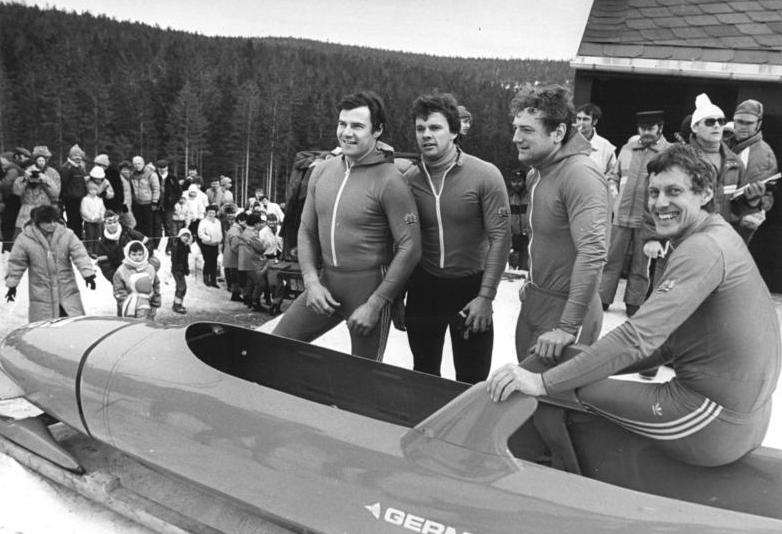
Wolfgang Hoppe, Bogdan Musiol, Ingo Voge, Dietmar Schauerhammer bei der DDR-Bob-Meisterschaft 1987.

Nach seinen Siegen sowohl im Zweier- als auch im Viererbob bei den Olympischen Spielen 1984 konnte er vier Jahre später in Calgary in beiden Disziplinen die Silbermedaille erreichen. Bei den Olympischen Winterspielen 1992 in Albertville war Wolfgang Hoppe bei der Eröffnungsfeier Fahnenträger des ersten gesamtdeutschen Olympiateams nach der Wiedervereinigung. Für seine sportlichen Erfolge erhielt er 1993 das Silberne Lorbeerblatt.
1993 wurde Hoppe, der 1990 nach der Wiedervereinigung in eine Sportförderkompanie der Bundeswehr übernommen wurde, entlassen, da bekannt wurde, dass er bei seiner Einstellung Kontakt zur Stasi verschwiegen hatte. Hoppe betonte, nie tätig geworden zu sein, „um anderen zu schaden“. Hätte er die Zusammenarbeit verweigert, wären er und seine Mannschaft aus dem Sport ausgeschlossen worden, so Hoppe. 1985 stellte die Stasi, die Hoppe als „IM Pilot“ führte, die Zusammenarbeit nach zwei Jahren ein, da diese als fruchtlos eingestuft wurde.

### Trainertätigkeit
1998 schlug Hoppe die Trainer-Laufbahn ein. Seit 1999 betreute der diplomierte Sportlehrer als Bundestrainer die deutschen Bobfahrerinnen. Den größten Erfolg in dieser Position erzielte er, als seine Athletin Sandra Kiriasis bei den Olympischen Spielen 2006 in Turin die Goldmedaille erringen konnte. Zurzeit hat er die Leitung der Landesverbandslehrgänge Bob inne.

## Weitere Aktivitäten
Wolfgang Hoppe engagiert sich ehrenamtlich als Botschafter der Stiftung Kinderhospiz Mitteldeutschland Nordhausen in Tambach-Dietharz. Bei den Wahlen zum Stadtrat seiner Heimatstadt Apolda wurde Hoppe im Juni 2009 in den Stadtrat gewählt.

## Auszeichnungen
- 1984 – Vaterländischer Verdienstorden in Gold[6]
- 1986 – Stern der Völkerfreundschaft in Gold[7]
- 1988 – Stern der Völkerfreundschaft in Silber[8]
- 1993 – Silbernes Lorbeerblatt[9]

## Olympische Erfolge
- 1984 in Sarajevo
  - Gold im Zweier-Bob
  - Gold im Vierer-Bob
- 1988 in Calgary
  - Silber im Zweier-Bob
  - Silber im Vierer-Bob
- 1992 in Albertville
  - Silber im Vierer-Bob
- 1994 in Lillehammer
  - Bronze im Vierer-Bob